# Jana Fischerová
Jana Fischerová, rodným jménem Pajskrová, (* 20. srpna 1955 Havlíčkův Brod) je česká politička, v letech 2010 až 2017 poslankyně Poslanecké sněmovny PČR, v letech 2000 až 2020 zastupitelka Kraje Vysočina (v letech 2016 až 2020 také náměstkyně hejtmana), v letech 2006 až 2010 starostka města Havlíčkův Brod, členka ODS. Je vedoucí české delegace CLRAE Rady Evropy, je vdaná a má dvě děti.

## Vzdělání
- aspirantské studium v oboru dřevěných konstrukcí FS,ČVUT Praha,ukončené 1986 titulem CSc.
- státní zkouška z jazyka německého 1979
- doplňkové pedagogické studium na ČVUT 1978–1980
- Fakulta stavební, ČVUT Praha 1975–1980
- Střední průmyslová škola stavební Havlíčkův Brod 1970–1975

## Zaměstnání a veřejné působení
- členka Poslanecké sněmovny Parlamentu České republiky 2010–2013
- členka výboru pro veřejnou správu a regionální rozvoj 2010–2013
- členka zahraničního výboru 2010–2013
- předsedkyně Meziparlamentní skupiny přátel ČR–Rakousko 2010–2013
- starostka města Havlíčkova Brodu 2006–2010
- OSVČ v oblasti cestovního ruchu 2002–2006
- místostarostka města Havlíčkova Brodu 1998–2002
- členka zastupitelstva kraje Vysočina 2000–dosud
- členka zastupitelstva města Havlíčkova Brodu 1994–dosud
- radní kraje Vysočina 2008
- OSVČ v oblasti cestovního ruchu 1992–1998
- učitelka na SPŠ stavební, Havlíčkův Brod 1984–1992
- odborná asistentka na FS ČVUT Praha 1980–1984
- samostatná projektantka Hydroprojekt Praha 1974–1975

V senátních volbách v roce 2006 kandidovala za ODS v obvodu č.44 - Chrudim. První kolo vyhrála se ziskem 34,47 % hlasů oproti kandidátovi KDU-ČSL Petru Pithartovi , který skončil na druhém místě s 30,65% hlasů. V druhém kolem však velmi těsně zvítězil Pithart, který získal 50,04 % hlasů, Fischerová získala 49,95 % hlasů. Rozdíl mezi oběma kandidáty ve druhém kole byl pouhých 24 hlasů.
Ve volbách do Poslanecké sněmovny PČR v roce 2013 kandidovala v Kraji Vysočina jako lídryně ODS a byla znovu zvolena poslankyní.
V komunálních volbách v roce 2014 obhájila za ODS mandát zastupitelky města Havlíčkův Brod. Na kandidátce byla původně na 21. místě, avšak díky preferenčním hlasům skončila druhá. V krajských volbách v roce 2016 obhájila za ODS post zastupitelky Kraje Vysočina. Na kandidátce původně figurovala na 32. místě, ale vlivem preferenčních hlasů skončila třetí. Dne 1. listopadu 2016 se stala náměstkyní hejtmana. Po ustavení nové krajské vlády vyšlo najevo, že před Listopadem 1989 byla rok a půl členkou KSČ (ve svém oficiálním životopise tuto informaci neuváděla). Ve volbách v roce 2020 již nekandidovala a skončila tak i ve funkci náměstkyně hejtmana.
Ve volbách do Poslanecké sněmovny PČR v roce 2017 již nekandidovala.

## Další aktivity
- místopředsedkyně Komory regionů Rady Evropy 2010–2012
- členka stálé delegace do Parlamentního shromáždění Rady Evropy 24. září 2010–dosud
- členka stálé delegace do Shromáždění Západoevropské unie 24. září 2010–dosud
- vedoucí delegace ČR Kongresu místních a regionálních samospráv Rady Evropy ve Štrasburku 2006–dosud
- členka delegace ČR Kongresu místních a regionálních samospráv RE Štrasburk 1998–dosud
- členka správní rady Vzdělávacího centra pro veřejnou správu,o.p.s 2000–2006
- členka delegace Rady evropských municipalit a regionů v Bruselu /CEMR 2003–dosud
- předsedkyně komise pro zahraniční spolupráci SMO ČR 2009–2011
- členka Rady Svazu měst a obcí ČR 1998–dosud
- zastupování ČR ,SMO ČR na mezinárodních konferencích v rámci EU – udržitelný rozvoj měst, rovné příležitost